# Physetica prionistis
Physetica prionistis là một loài bướm đêm trong họ Noctuidae.